# Pfaffschwende
Pfaffschwende ist eine Gemeinde in der Verwaltungsgemeinschaft Ershausen/Geismar im thüringischen Landkreis Eichsfeld.

## Geographische Lage
Pfaffschwende liegt unweit der Grenze von Hessen und Thüringen an der Ostabdachung des Höhenzugs Gobert. Nachbarorte sind Volkerode im Nordwesten, Wiesenfeld im Nordnordosten, Sickerode im Osten und Kella im Südwesten.

## Geschichte
Pfaffschwende wurde unter dem Namen Pfaffingeswenden im Zusammenhang mit dem Wiederaufbau der nahegelegenen Burg Greifenstein 1399 erstmals urkundlich erwähnt. Während des Bauernkrieges in den Jahren 1524/25 wurde der Ort vollständig zerstört, 1540 an gleicher Stelle jedoch wieder aufgebaut. Der Ort gehörte bis zur Säkularisation zu Kurmainz, von 1802 bis 1945 war er Teil der preußischen Provinz Sachsen.
Eine wichtige Erwerbsmöglichkeit für die Pfaffschwender waren seit etwa 1840 Erzeugnisse der Kattunweberei. In den Jahren 1922 bis 1924 erfolgte die Elektrifizierung des Ortes. 
Nach dem Zweiten Weltkrieg kamen infolge der Umsiedlung von Menschen aus den deutschen Ostgebieten auch einige Familien nach Pfaffschwende. Bis 1949 gehörte der Ort zur sowjetischen Besatzungszone und war ab 1949 Teil der DDR. Am 1. Juli 1950 wurde die bis dahin eigenständige Gemeinde Sickerode eingegliedert, ehe sie am 1. November 1953 wieder eigenständig wurde.
Durch eine Anordnung des Ministerrates der DDR wurde an der innerdeutschen Grenze ab 1952 eine 5-km-Sperrzone, in der sich der Ort befand, angelegt. Dadurch konnte der Ort von Bürgern, die im Inneren der DDR lebten, nicht mehr ohne Genehmigung besucht werden. Um sich in dem Ort aufzuhalten, musste im Personalausweis der Person ein Stempel mit dem Vermerk eingedrückt werden. 
Mit der Wende 1989/1990 kam der Ort wieder in das erneut gegründete Bundesland Thüringen.

### Einwohnerentwicklung
Entwicklung der Einwohnerzahl (31. Dezember):
| - 1994: 544 - 1995: 532 - 1996: 526 - 1997: 491 - 1998: 473 - 1999: 467 | - 2000: 397 - 2001: 387 - 2002: 386 - 2003: 377 - 2004: 372 - 2005: 365 | - 2006: 364 - 2007: 359 - 2008: 357 - 2009: 359 - 2010: 350 - 2011: 294 | - 2012: 298 - 2013: 301 - 2014: 296 - 2015: 330 - 2016: 293 - 2017: 287 | - 2018: 284 - 2019: 290 - 2020: 294 - 2021: 303 - 2022: 332 |

Datenquelle: Thüringer Landesamt für Statistik

## Politik

### Gemeinderat
Der Rat der Gemeinde Pfaffschwende hat seit der Gemeinderatswahl am 26. Mai 2019 folgende Zusammensetzung:
- Verein für Brauchtum und Heimatpflege: 3 Sitze
- SV eitech Pfaffschwende: 2 Sitze
- Ortsgruppe der Landfrauen: 1 Sitz

### Bürgermeister
Der ehrenamtliche Bürgermeister Mario Kaufhold wurde am 26. Juni 2022 gewählt. Zuvor waren seit 2016 Uwe Wagner und von 1999 bis 2016 Albert Griethe (SPD) im Amt.

### Gemeindepartnerschaft
Seit 1990 besteht eine Partnerschaft zur Gemeinde Windhagen in Rheinland-Pfalz.

## Sehenswürdigkeiten

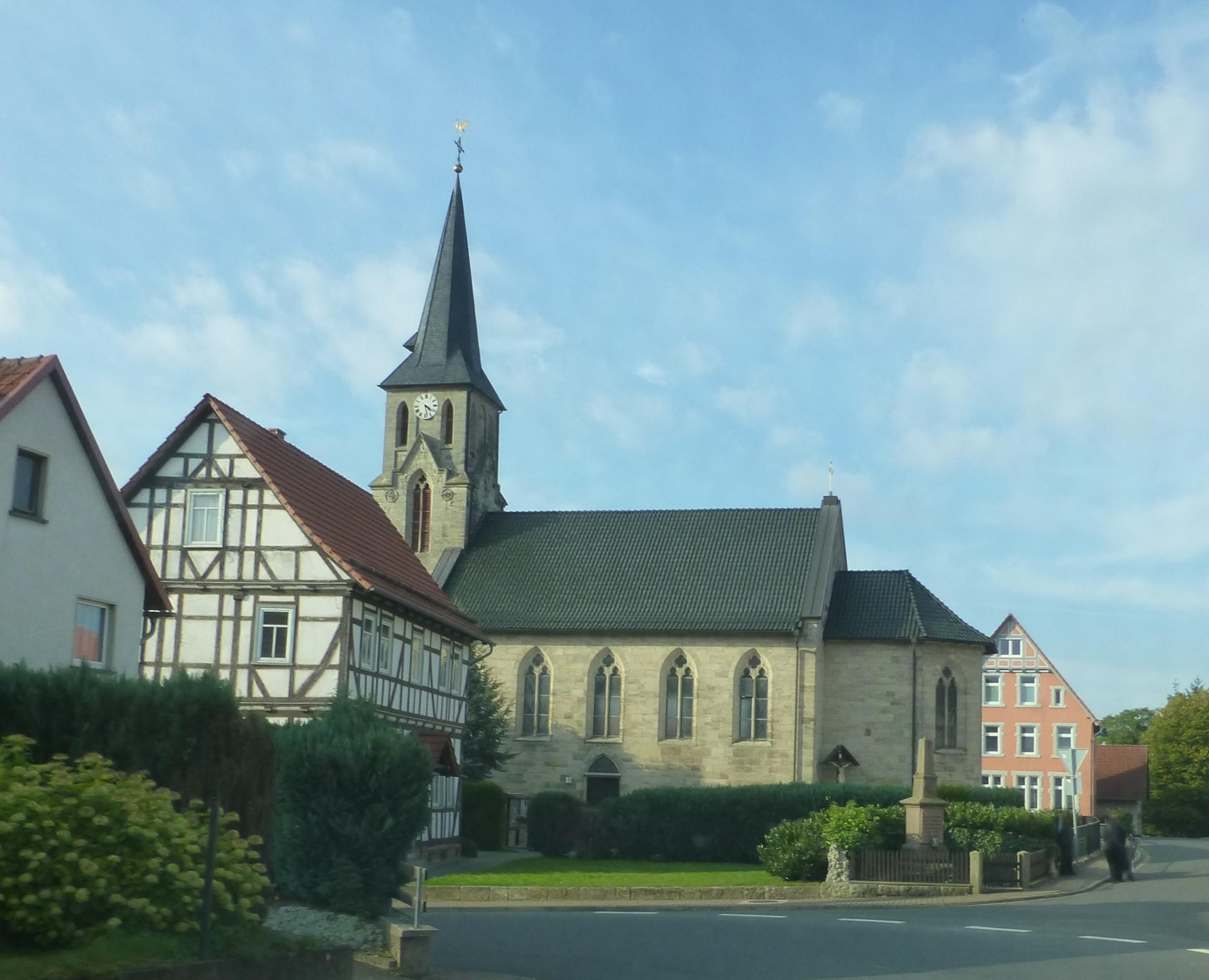
Römisch-katholische Kirche St. Bartholomäus

- römisch-katholische Kirche St. Bartholomäus

## Wirtschaft
In Pfaffschwende wird seit den 1970er Jahren der Metallbaukasten Construction produziert, der später unter der Marke eitech angeboten wird.

## Vereine
Neben einer Freiwilligen Feuerwehr und einem Sportverein gibt es in Pfaffschwende auch einen Verein für Brauchtum und Heimatpflege.